# سيمون بولوك
سيمون بولوك (بالإنجليزية: Simon Bullock)‏ (28 سبتمبر 1962 في المملكة المتحدة - ) هو لاعب كرة قدم بريطاني في مركز الهجوم. لعب مع ستوك سيتي ونادي هاليفاكس تاون.